# Catedral de Santa Catalina de Siena (Allentown)
La catedral de Santa Catalina de Siena (en inglés: Cathedral of Saint Catharine of Siena) es la sede de la diócesis de Allentown. Se encuentra en el 1825 Turner Street, Allentown, Pensilvania, al norte de Estados Unidos.
La parroquia de Santa Catalina de Siena fue fundada el 8 de octubre de 1919, cuando el arzobispo cardenal Dennis Dougherty, de la Arquidiócesis de Filadelfia nombró al reverendo John C. Phelan como pastor de una nueva iglesia en el extremo oeste de Allentown.
En 1952, el campus de la parroquia había crecido enormemente, con adiciones de una escuela y convento y hubo una necesidad de una nueva iglesia.